# Parvithelidae
Parvithelidae Wunderlich, 2017 è una famiglia fossile di ragni mesothelae.

## Distribuzione e habitat
Le specie di questa famiglia sono state scoperte all'interno di ambra rinvenuta in Birmania, datata come risalente al Cretaceo.

## Tassonomia
Secondo il World Spider Catalog 18.0:
- † Parvithele Wunderlich, 2017
- † Pulvillothele Wunderlich, 2017

## Pubblicazione
- Jörg Wunderlich, New and rare fossil spiders (Araneae) in mid Cretaceous amber from Myanmar (Burma), including the description of new extinct families of the suborders Mesothelae and Opisthothelae as well as notes on the taxonomy, the evolution and the biogeography of the Mesothelae, in Beiträge zur Araneologie, vol. 10, 2017,  pp. 72-279.